# Rigspræsidentpaladset
Rigspræsidentpaladset (tysk Reichspräsidentenpalais) var fra 1919 til 1934 den tyske rigspræsidents embedsbolig. Bygningen lå på Wilhelmstrasse 73. Rigspræsidentpaladset var bolig for Friedrich Ebert (1919–1925) og Paul von Hindenburg (1925–1934).
52°30′50″N 13°22′55″Ø / 52.514°N 13.382°Ø